# The William and Mary Quarterly
The William and Mary Quarterly (abgekürzt WMQ, ISSN 0043-5597) ist eine amerikanistische Fachzeitschrift, die sich mit der Geschichte und Kultur Nordamerikas seit der Kolonisation, d. h. vom 15. bis zum Beginn des 19. Jahrhunderts auseinandersetzt.
The William and Mary Quarterly wird vom Omohundro Institute of Early American History and Culture in Williamsburg, Virginia, herausgegeben und erscheint viermal jährlich (Januar, April, Juli, Oktober). Der geographische Schwerpunkt liegt auf Nordamerika; die meisten Beiträge haben eine geschichtswissenschaftliche Ausrichtung, wobei auch Aufsätze aus anderen Bereichen (etwa Archäologie oder Kulturwissenschaft) angenommen werden. Das Periodikum ist nach dem College of William and Mary benannt, an dem es 1892 begründet wurde. Seit 1944 erscheint es in der dritten Folge (Third Series), die erste Folge erschien in 27 Bänden von 1892 bis 1919, die zweite in 23 Bänden von 1921 bis 1943. Die ersten beiden Folgen konzentrierten sich auf die Geschichte Virginias, erst mit Beginn der dritten Folge wurde das Themenspektrum auf ganz Nordamerika erweitert. Die Auflage, die jeweils etwa zur Hälfte von privaten und institutionellen Abonnenten abgenommen wird, lag 2010 bei etwa 3.700 und wurde 2019 mit etwa 3.500 angegeben. Die Zeitschrift ist online über JSTOR verfügbar. Dem Herausgebergremium gehörten 2010 Bruce H. Mann, Peter C. Mancall, Cathy D. Matson, Carla G. Pestana und Mark A. Peterson an, und 2019 Sharon Block, Christian Ayne Crouch, Patrick Griffin, Heather Kopelson und Michael Witgen.